# Casa Towers
La Casa Towers es un palacio de la ciudad de Montevideo y residencia oficial de la Embajada de Italia en Uruguay, principal y máxima representación diplomática de Italia en Uruguay. Se encuentra  ubicada en el barrio de Pocitos, sobre la calle Ellauri 991.

## Historia
Sobre finales del siglo XIX, el entonces balneario Nuestra Señora de los Pocitos ya se proyectaba como pueblo balneario, motivados por las nuevas corrientes médicas e higienistas que daban importancia al baño de mar como bien para la salud. La aristocracia comenzó a poblar la zona, trasladando el punto de veraneo desde la zona del Prado a la costa.
A su vez la disponibilidad de transportes y servicios terminó de favorecer el desarrollo culminando con la construcción de centenares de chalets y casas de verano principalmente de las clases sociales más elevadas del país. Frente a este panorama el entonces contador Pedro Campbell Towers encontró el motivo para construir en esta zona su casa de veraneo, apropiándose de una serie de solares hasta alcanzar la media hectárea.
Para el proyecto se contrató al arquitecto Arturo Russell Inglis, quien proyectó una casa con el concepto de castillo doméstico, influenciado principalmente por un estilo ecléctico visto en la exposición universal de París en 1900, y con un entorno verde que diera la sensación de parque.
La obra fue comenzada en agosto de 1910 a cargo de Eloy Lacassagne. En materia de construcción las técnicas y métodos utilizados no supusieron ninguna innovación, incluso no se tiene registro de la presencia de Inglis en el proceso de construcción.
Finalizada al final de 1912, la propiedad sería ocupada por Towers. Que comienza a vivir los siguientes años con dificultades económicas producto de la crisis que atravesaba el país en un escenario de preguerra. Estas dificultades hicieron que la propiedad entrara en una serie de hipotecas hasta 1917, que se vendería al brasilero Oscar da Porciúncula.
El 2 de enero de 1926 Oscar da Porciúncula vendería nuevamente la propiedad a una delegación italiana que buscaba instalar allí su sede.
La ampliación de la calle lindera José Benito Lamas en 1935, termina con el traspaso de 410m2 de terreno de la propiedad a dominio público.

## Residencia del embajador
Desde 1955, año en que la legación fue elevada al rango de embajada, la residencia comenzó a ser ocupada por el embajador italiano y su familia.

## Arquitectura
La casa consta de tres pisos con un semi sub suelo dedicado a bodega y salas de servicio. 
Las tres plantas se conectan con una modesta escalera. Diferenciando las plantas según las funcionalidades. En la primera se concentran las salas de actividades nobles, seguido por un primer piso dedicado más a un ámbito intimo y dejando el ático como lugar exclusivo de la familia con múltiples usos.
La concepción de "castillo doméstico" se ve transformada desde el ático donde se descarta el uso de torreones y almenas, de lo contrario se da importancia a las mansardas con sus destacables ventanales. Desde el punto de vista externo la casa impone su imagen de esplendor, sin perder en su interior la sensación de hogar.